# Hồ Con Rùa
Hồ Con Rùa là tên gọi dân gian của một hồ phun nước nhân tạo nằm giữa nơi giao nhau của ba con đường Võ Văn Tần, Phạm Ngọc Thạch và Trần Cao Vân, ở Quận 3, Thành phố Hồ Chí Minh, tạo thành một nút giao thông cùng mức kiểu bùng binh. Khu vực này có tên chính thức là Công trường Quốc tế, hiện nay là một trong những nơi hoạt động ẩm thực gần như từ sáng đến đêm, với rất nhiều tiệm cà phê và hàng quán xung quanh.

## Lịch sử

### Thời nhà Nguyễn
Nguyên thủy ban đầu, tại vị trí Hồ Con Rùa hiện nay, vào năm 1790 là vị trí cổng thành Khảm Khuyết của thành Bát Quái (còn gọi là thành Quy). Vua Minh Mạng sau đổi tên thành cửa Vọng Khuyết. Bốn năm sau khi cuộc nổi loạn của Lê Văn Khôi (1833-1835) bị dẹp tan, tức năm 1837, nhà vua hạ lệnh phá thành Bát Quái và xây một ngôi thành nhỏ hơn mang tên là thành Phụng. Vị trí cửa Khảm Khuyết trở thành một điểm ở ngoài vòng thành, nối thẳng con đường ngoài mặt tây thành xuống bến sông.

### Thời Pháp thuộc

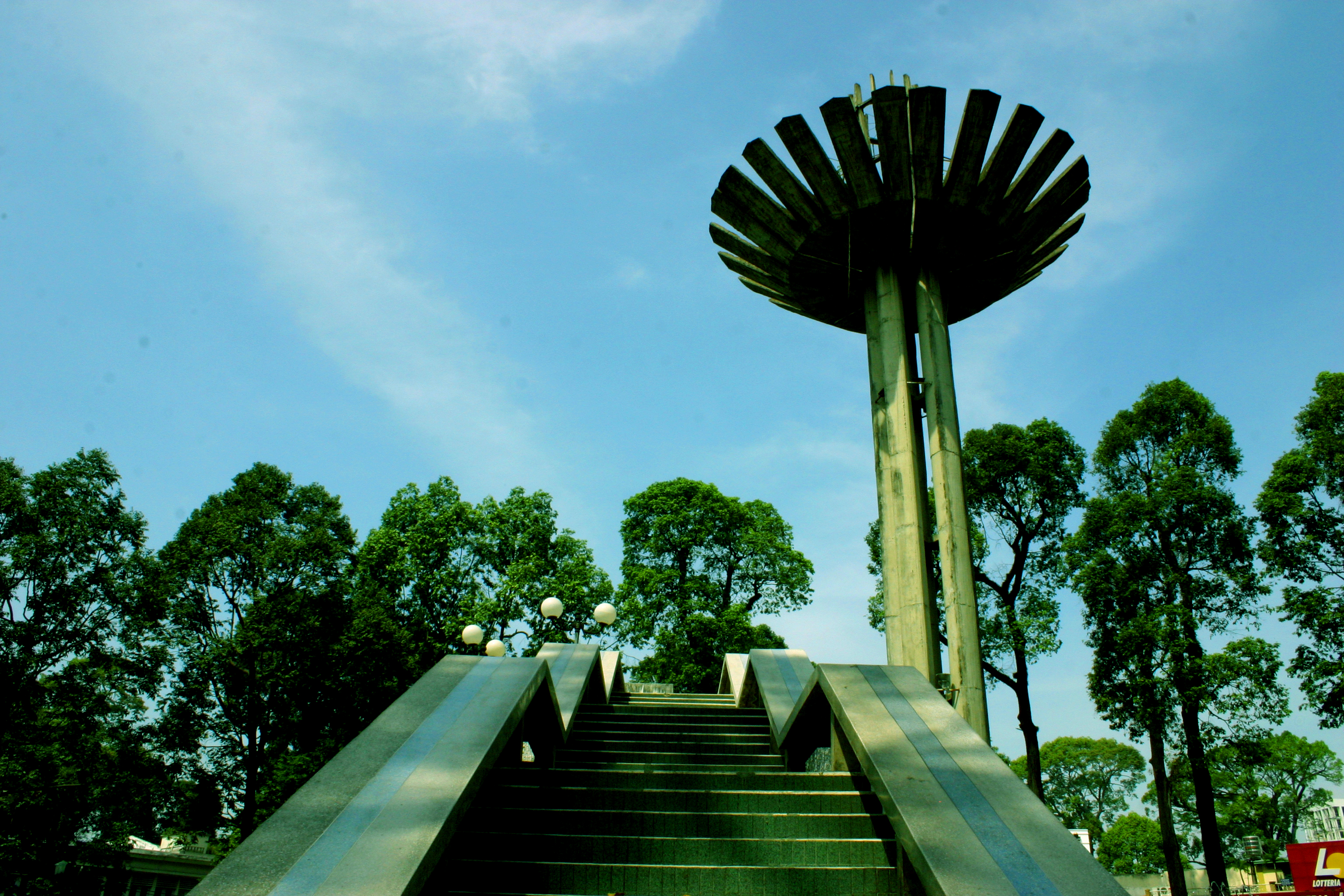
Cầu thang lên khu vực giữa hồ con rùa.

Sau khi người Pháp chiếm được thành Gia Định (là tên chính thức của thành Phụng), họ đã cho san bằng ngôi thành này vào ngày 8 tháng 3 năm 1859. Khi chiếm được cả ba tỉnh miền Đông Nam Kỳ, người Pháp bắt đầu quy hoạch lại thành phố vào năm 1862. Dựa trên những còn đường có sẵn dọc ngang trong thành Quy cũ, người Pháp đã sắp xếp khu hành chính mới căn cứ trên các di tích cũ. Vị trí Hồ Con Rùa hiện nay nằm ở cuối con đường dẫn ra bến sông được đánh số 16. Trên con đường này, dinh Thống đốc đầu tiên được xây dựng vào năm 1863. Năm 1864, Nha Giám đốc Nội vụ (Direction de l'Intérieur - người dân đương thời gọi là "Dinh Thượng thơ"), được xây dựng ở phía đối diện dinh Thống đốc. Vào ngày 1 tháng 2 năm 1865, Thống đốc Nam Kỳ, Phó đô đốc Hải quân Pháp Pierre-Paul de La Grandière (1807-1876) đã đặt tên con đường số 16 là đường Catinat.

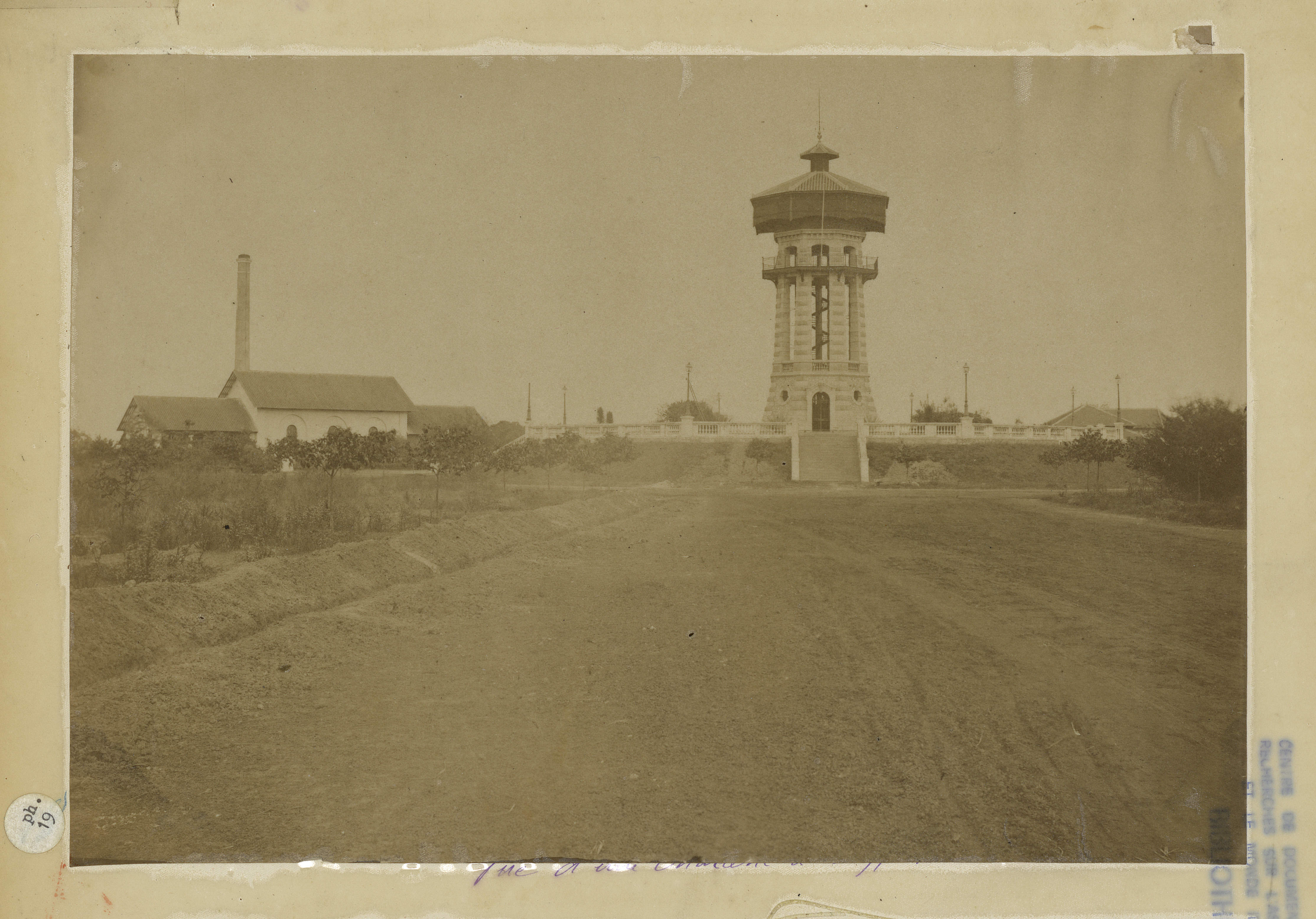
Tháp nước tại vị trí hồ Con Rùa hiện nay vào cuối thế kỷ 19

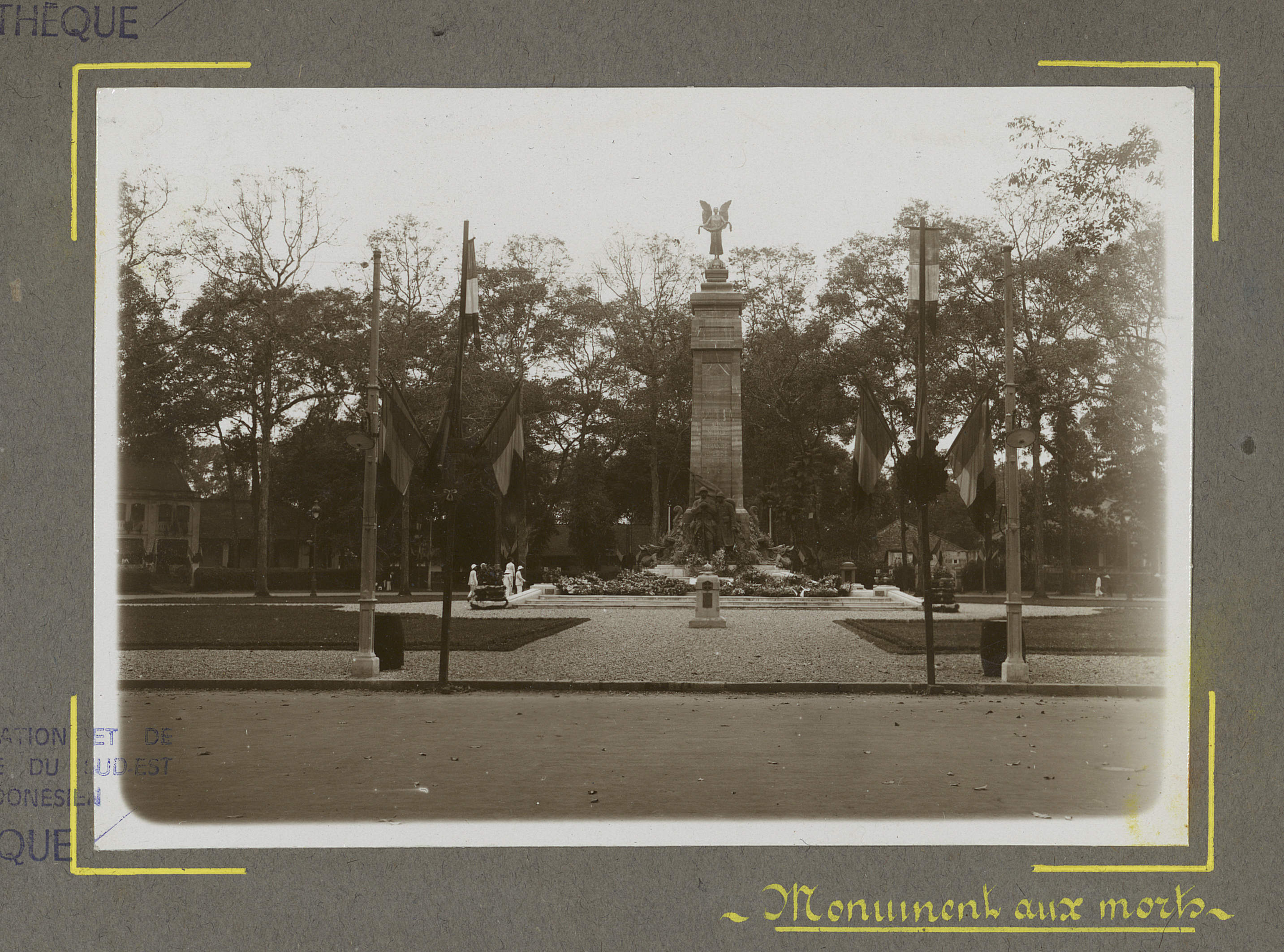
Tượng đài vào khoảng năm 1930

Vào năm 1878, tháp nước được xây tại vị trí Hồ Con Rùa ngay nay để cung cấp nước uống cho cư dân trong vùng. Từ ngày 24 tháng 2 năm 1897, đoạn đường từ phía sau nhà thờ Đức Bà đến tháp nước đổi tên thành đường Blancsubé. Đến năm 1921 thì tháp nước bị phá bỏ do không còn đủ sức đáp ứng nhu cầu cung cấp nước nữa và con đường được mở rộng nối dài đến đường Mayer (nay là đường Võ Thị Sáu) và khúc cuối này có tên là đường Garcerie. Từ đó vị trí này trở thành giao lộ như ngày nay, với tên gọi là Công trường Maréchal Joffre (cắt giao lộ là đường Testard - nay là đường Võ Văn Tần - và đường Larclauze - nay là đường Trần Cao Vân). Tại vị trí này, người Pháp đã cho xây dựng một tượng đài ba binh sĩ Pháp bằng đồng với hồ nước nhỏ, để đánh dấu cuộc xâm chiếm và biểu tượng của việc người Pháp làm chủ Đông Dương. Do đó người địa phương thường gọi nó là Công trường Ba Hình. Các tượng đài này tồn tại đến năm 1956 thì bị Chính phủ Việt Nam Cộng hòa phá bỏ, chỉ còn lại hồ nước nhỏ. Giao lộ cũng được đổi tên thành Công trường Chiến Sĩ.

### Thời Việt Nam Cộng hòa
Sau khi người Pháp rút khỏi Việt Nam thì địa điểm Công trường Chiến Sĩ là vòng xoay giao thông của hai con đường Duy Tân và Trần Quý Cáp. Thời điểm xây dựng Hồ Con Rùa chưa được xác định chính xác. Một số tài liệu cho là nó được xây dựng vào năm 1965, vài tài liệu khác thì cho là 1967. Người thiết kế Hồ con Rùa là kiến trúc sư Nguyễn Kỳ. Mẫu thiết kế của ông được chọn trong cuộc thi tìm quy hoạch mới cho địa danh này.
Từ 1970 đến 1974, Hồ Con Rùa thực sự được trùng tu và chỉnh trang trong đó gồm việc dựng thêm và điều chỉnh 5 cột bê tông cao có dạng năm bàn tay xòe ra đón đỡ giống như các cánh hoa đón đỡ nhụy hoa. Tháp chính có chiều cao 34 mét. Công trình mới này còn bao gồm một vòng xoay giao thông với đường kính khoảng gần 100 mét, được trang trí bởi cây xanh và hồ phun nước hình bát giác lớn với 4 đường đi bộ xoắn ốc đồng hướng đến khu vực trung tâm là đài tưởng niệm và hình tượng con rùa bằng hợp kim có đỡ trên lưng bia đá lớn ghi tên các nước công nhận Việt Nam Cộng hòa. Do đó mới có tên gọi dân gian là Hồ Con Rùa.
Sau khi xây dựng xong thì ban đầu khu giao lộ này được đặt tên là Công trường Chiến Sĩ Tự Do, đến năm 1972 thì đổi tên thành Công trường Quốc tế.

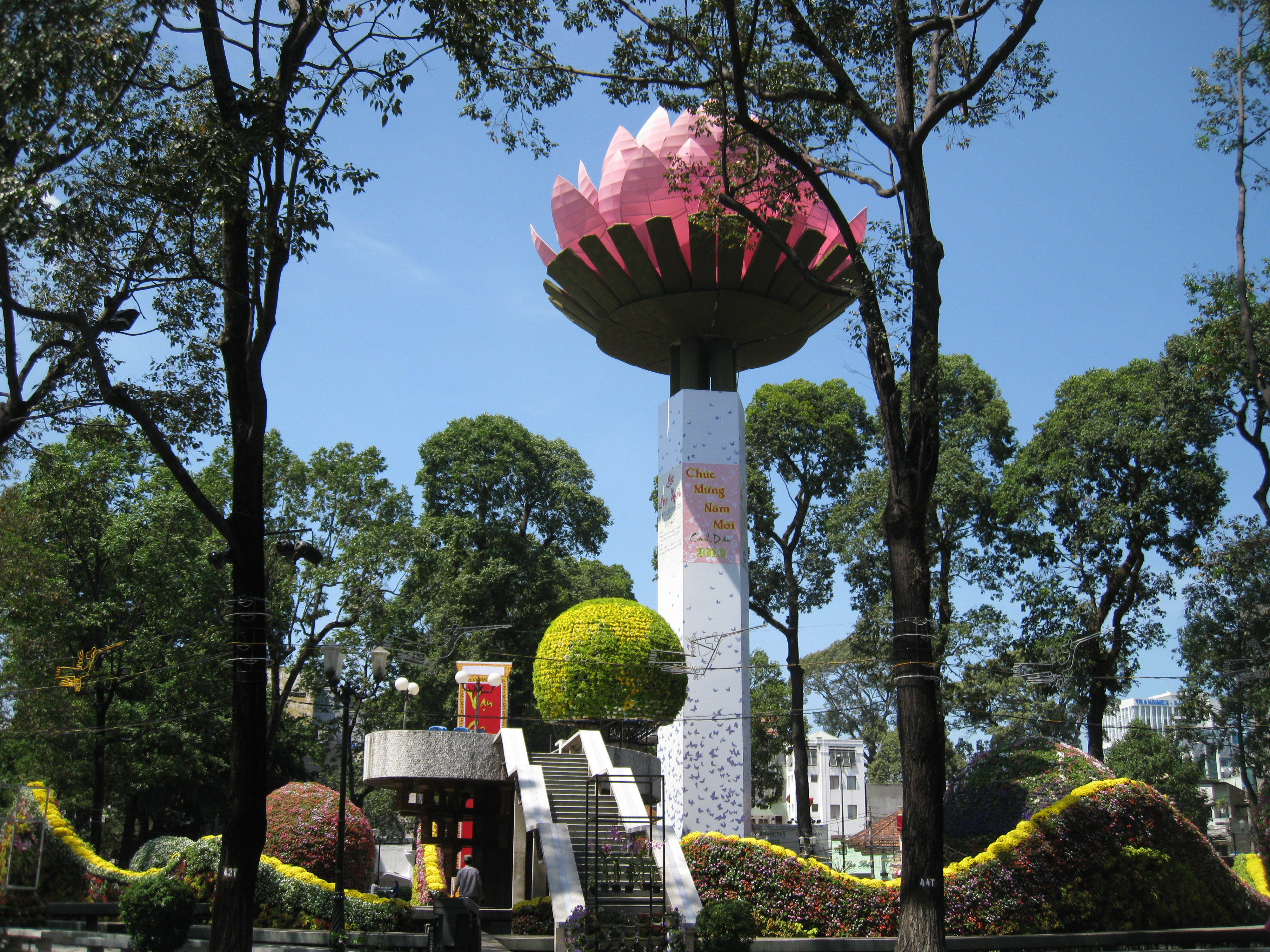
Hồ Con Rùa trang trí vào dịp tết Nguyên Đán 2010.

### Sau năm 1975 đến nay
Sau năm 1975, chính quyền cho đục bỏ các dòng chữ trên tấm bia. Đường Duy Tân thay tên thành đường Phạm Ngọc Thạch còn đường Trần Quý Cáp đổi thành đường Trần Cao Vân/Võ Văn Tần. Vào đầu năm 1976 (hay 1978), tấm bia và con rùa bị phá hủy trong một vụ nổ, tuy con rùa không còn nhưng người dân vẫn quen gọi là Hồ Con Rùa, thay cho tên gọi chính thức.
Khu vực vòng xoay hồ con rùa bao quanh bởi các quán cà phê, là nơi tấp nập về đêm và là một trong những vòng xoay có nhiều cây xanh nhất thành phố Hồ Chí Minh.

## Giai thoại Hồ Con Rùa
Theo lời thuật lại của nhà báo ngành Công an Huỳnh Bá Thành (Ba Trung) trong cuốn sách "Vụ án Hồ Con Rùa" (Nhà xuất bản Tuổi Trẻ 1982) thì có các giai thoại truyền miệng kể là vào năm 1967, khi tướng Nguyễn Văn Thiệu lên làm tổng thống Việt Nam Cộng Hòa, đã mời một thầy phong thủy người Hoa nổi tiếng đến coi thế đất tại Dinh Độc Lập. Người thầy phong thủy này khen vị trí của dinh là vị trí của long mạch, trấn yểm vị trí của đầu rồng. Cũng theo lời thuật trên thì con rồng này đầu tại Dinh Độc Lập và đuôi nằm tại vị trí Công trường Chiến Sĩ, tuy phát hưng vượng, nhưng do đuôi rồng hay vùng vẫy nên sự nghiệp không bền, vì vậy cần phải cúng yểm bùa bằng cách đúc một con rùa lớn để trấn đuôi rồng không vùng vẫy nữa thì mới giữ được ngôi vị tổng thống lâu dài. Cũng vì thế, mà theo một số người thì kiến trúc tháp cao giống như hình một thanh gươm (hoặc cây đinh/kim), đóng xuống hồ nước để giữ chặt đuôi rồng, và khuôn viên hồ nước có hình bát quái, bên giữa có hình âm dương.
Một số người khác thì lại cho rằng kiến trúc tháp lại giống hình đuôi rồng vươn cao, nhưng có con rùa đè chặt ở phần đầu ngọn. Số khác thì lại cho là nhìn từ trên cao xuống thì toàn thể kiến trúc trông giống như một con rùa. Một số người lại đưa giải thích là sở dĩ làm hình con rùa, vì trong dân gian, con rùa mới đội bia (trên lưng rùa lúc đó -xây dựng khoảng năm 1972- có một bia đá ghi công, và nơi đây được thiết kế như một đài tưởng niệm) và ngụ ý "mang ơn". Nhưng tất cả cũng chỉ là giả thuyết hay là giai thoại thêu dệt thêm.

## Vụ án Hồ Con Rùa
Cũng theo Huỳnh Bá Thành trong cuốn sách nói trên, cũng xuất phát từ quan niệm phong thủy đó, vào đêm 01/4/1976, một nhóm người phản đối chính quyền Việt Nam thống nhất đã đặt bom phá hủy mà theo nhà nước là với mục đích "giải thoát cho đuôi rồng để nó phá chính quyền mới". Tuy nhiên, đã bị lực lượng an ninh Việt Nam bắt giữ và ngăn chặn trong vụ án mang tên "Vụ án Hồ Con Rùa". Trong trào lưu phim mì ăn liền, vụ án này đã được dựng thành phim cùng tên năm 1985 do Trần Phương làm đạo diễn, dựa theo cuốn truyện gián điệp "Vụ án Hồ Con Rùa" nói trên, do nhà báo công an Huỳnh Bá Thành (Ba Trung) viết và Nhà xuất bản Tuổi Trẻ ấn hành năm 1982.

## Hình ảnh

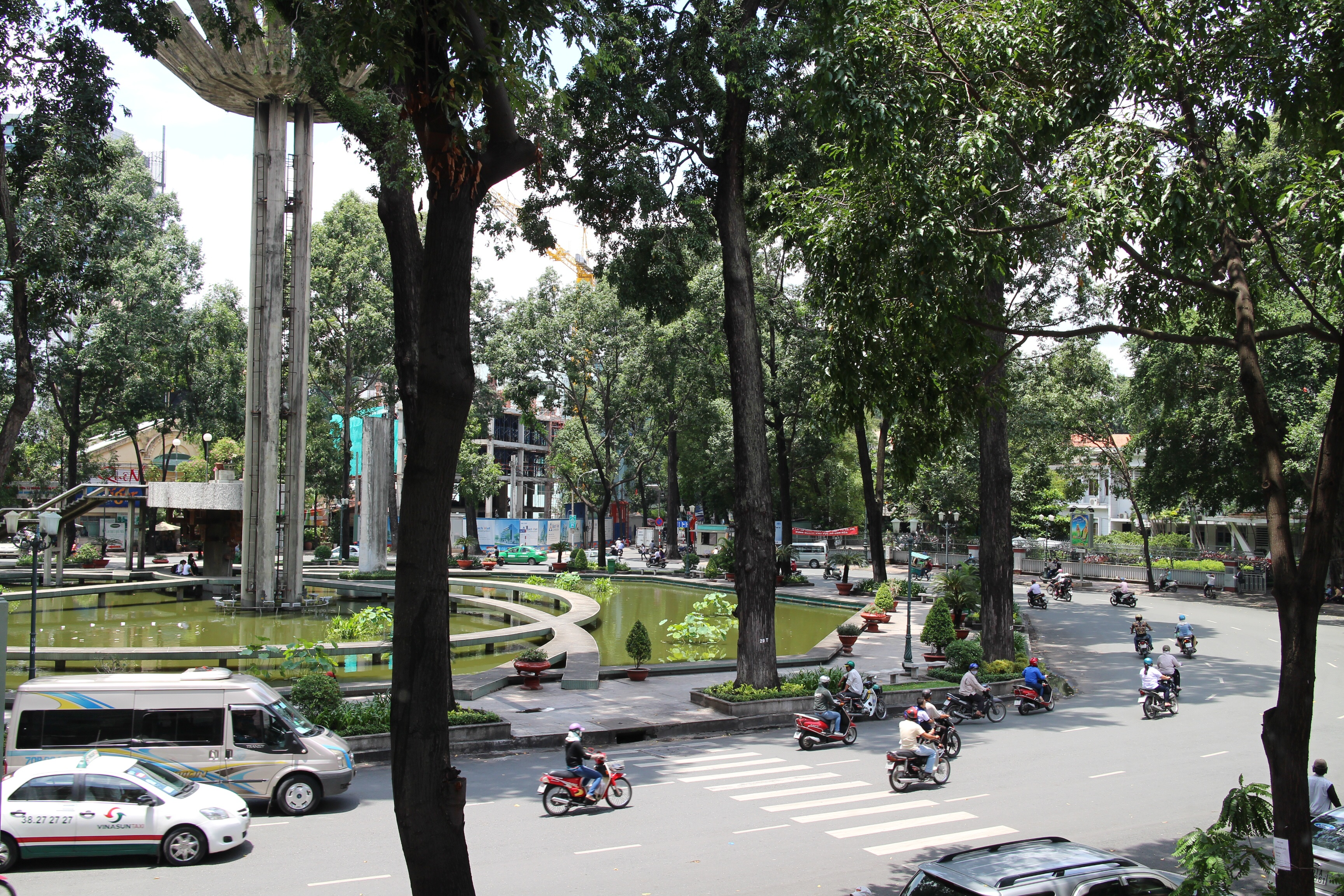
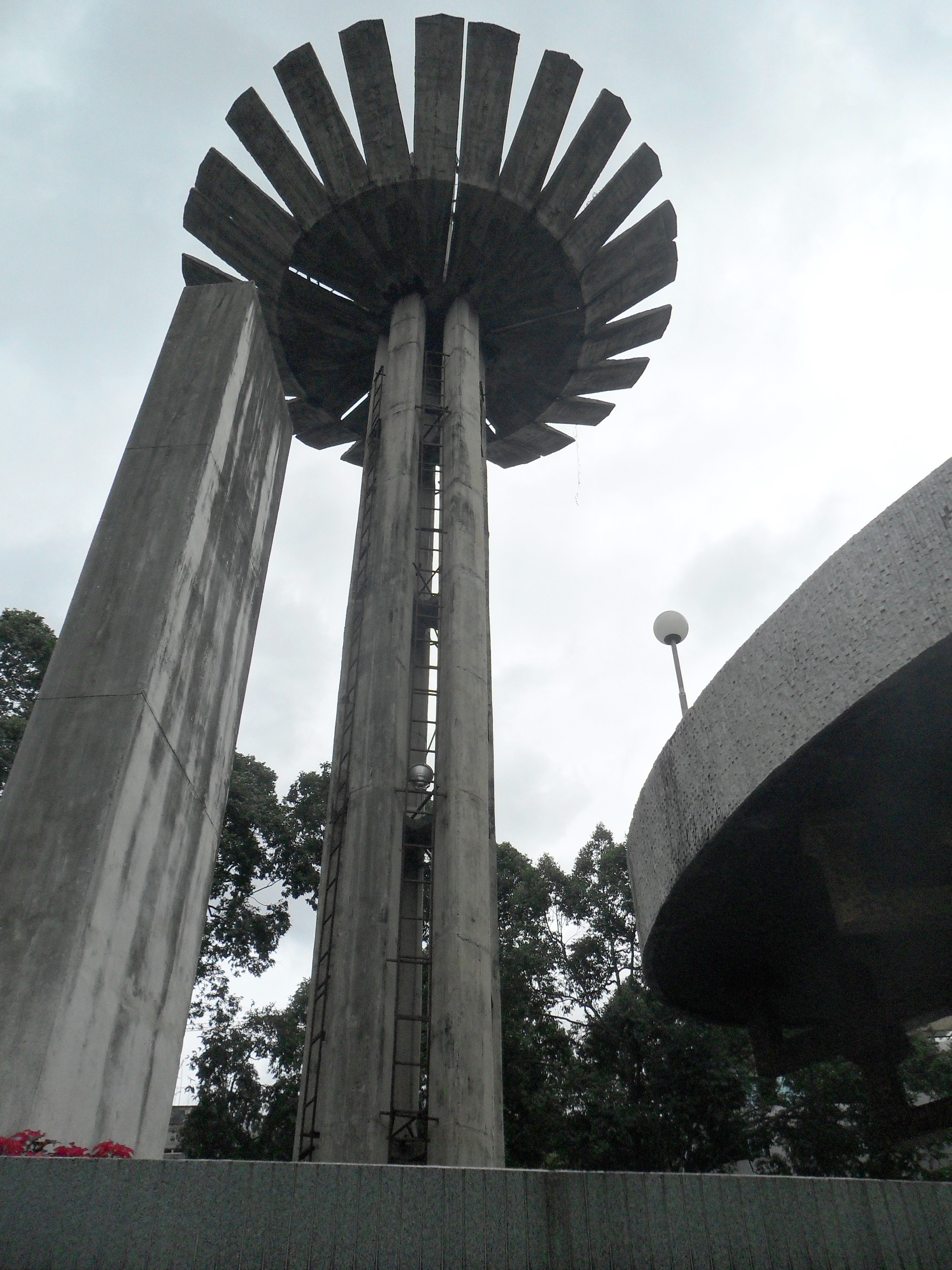
Tấm bia cũ vẫn còn, nhưng con rùa không còn
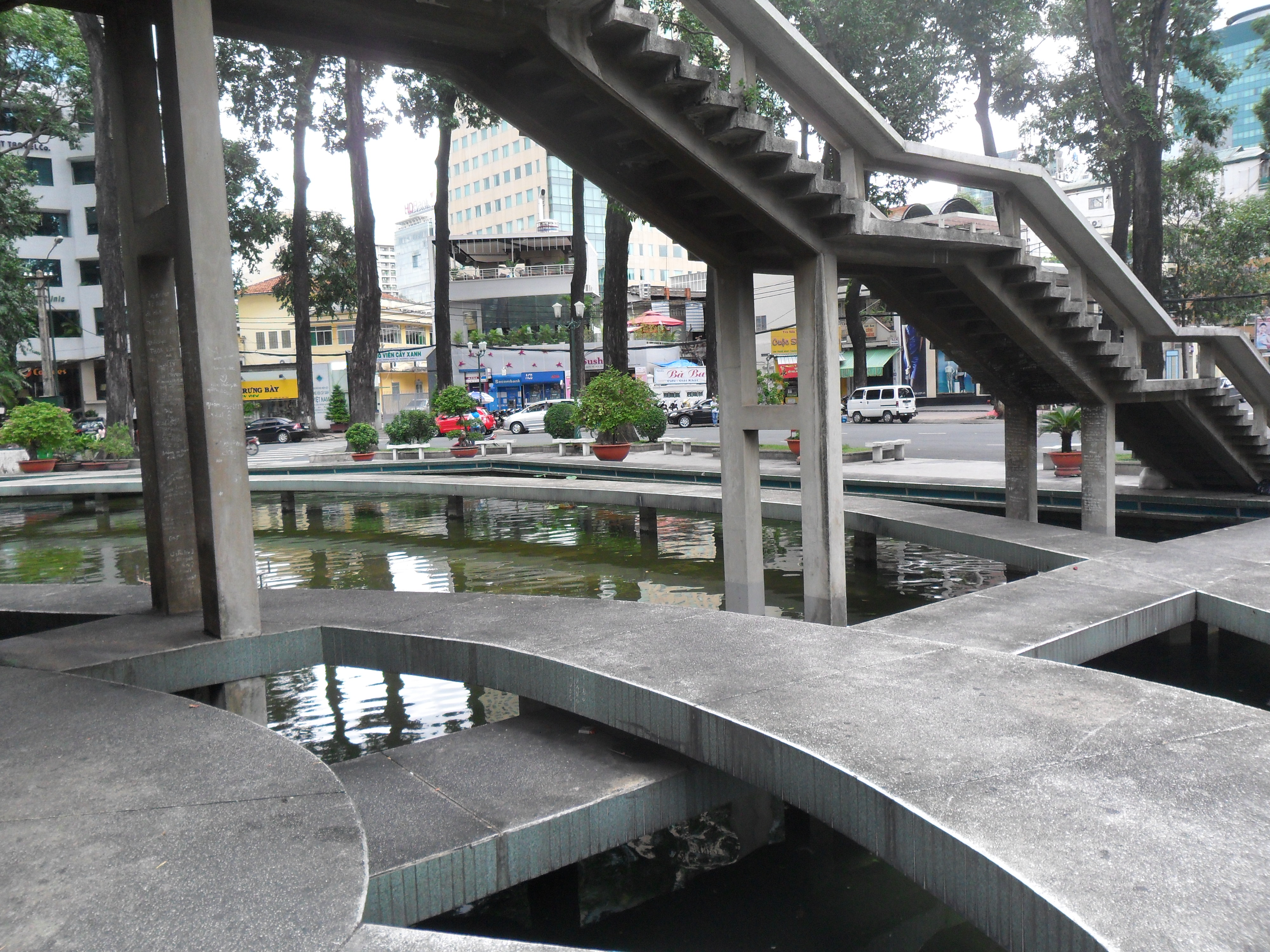
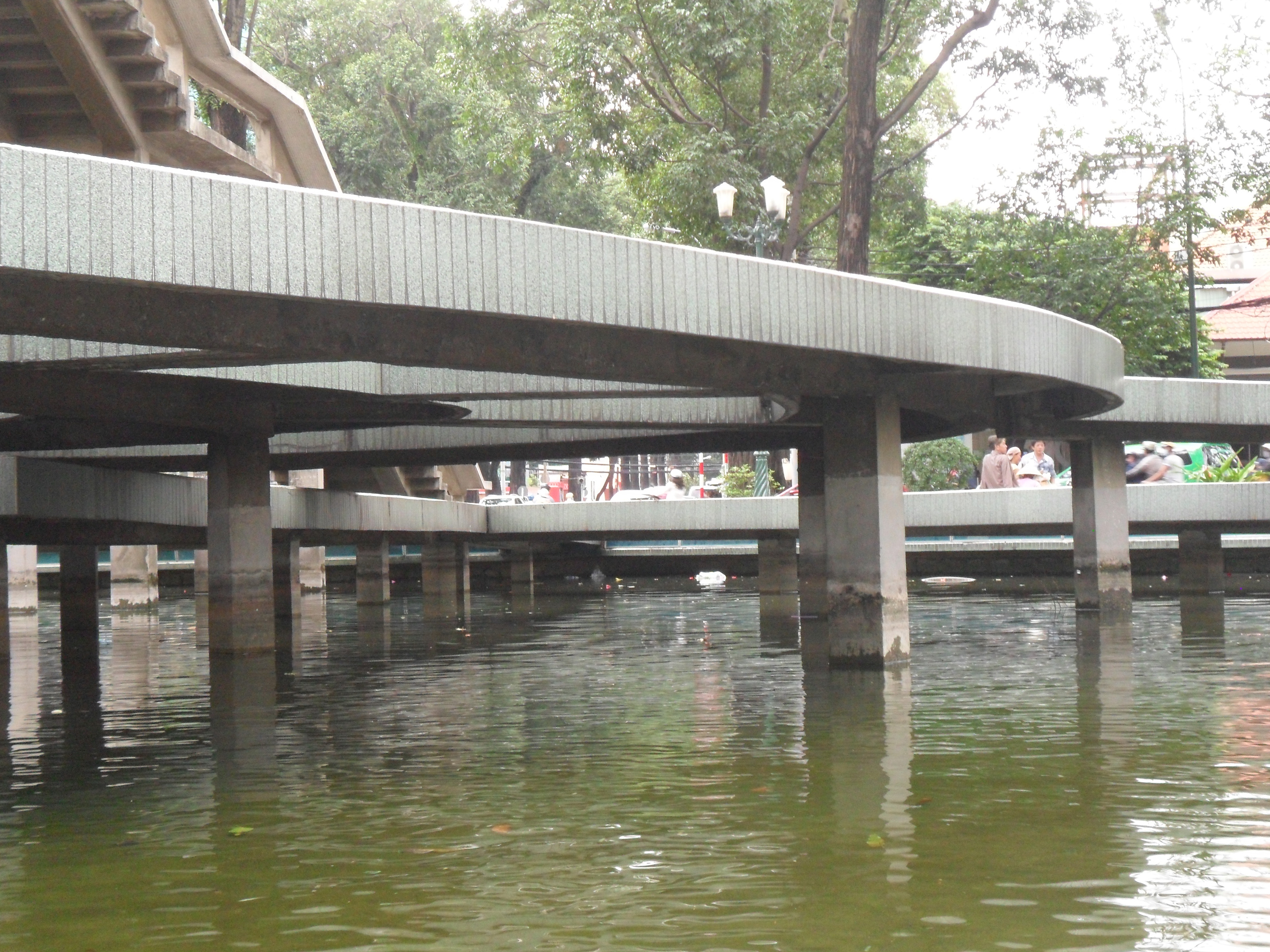
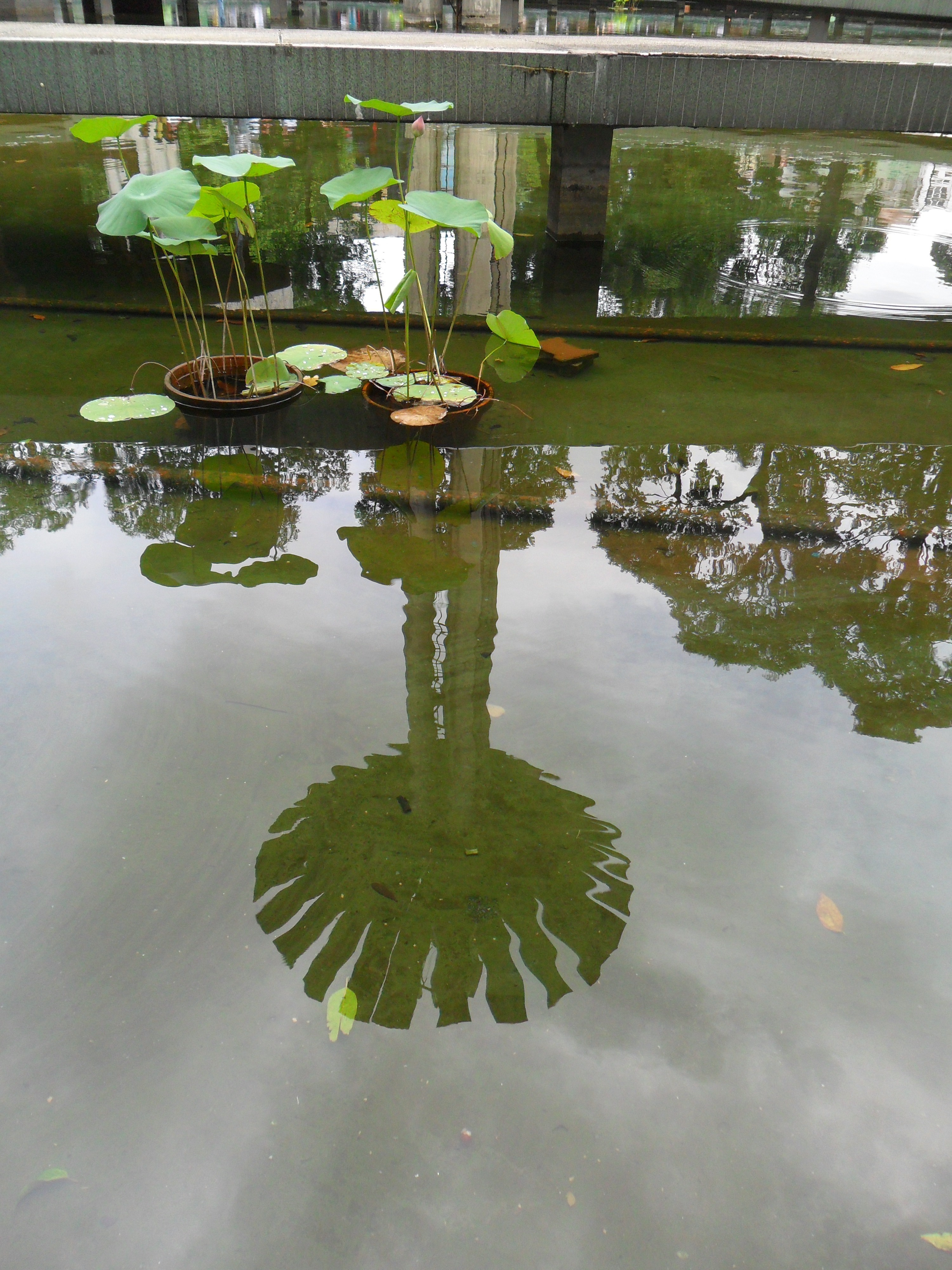